# Lohkäse

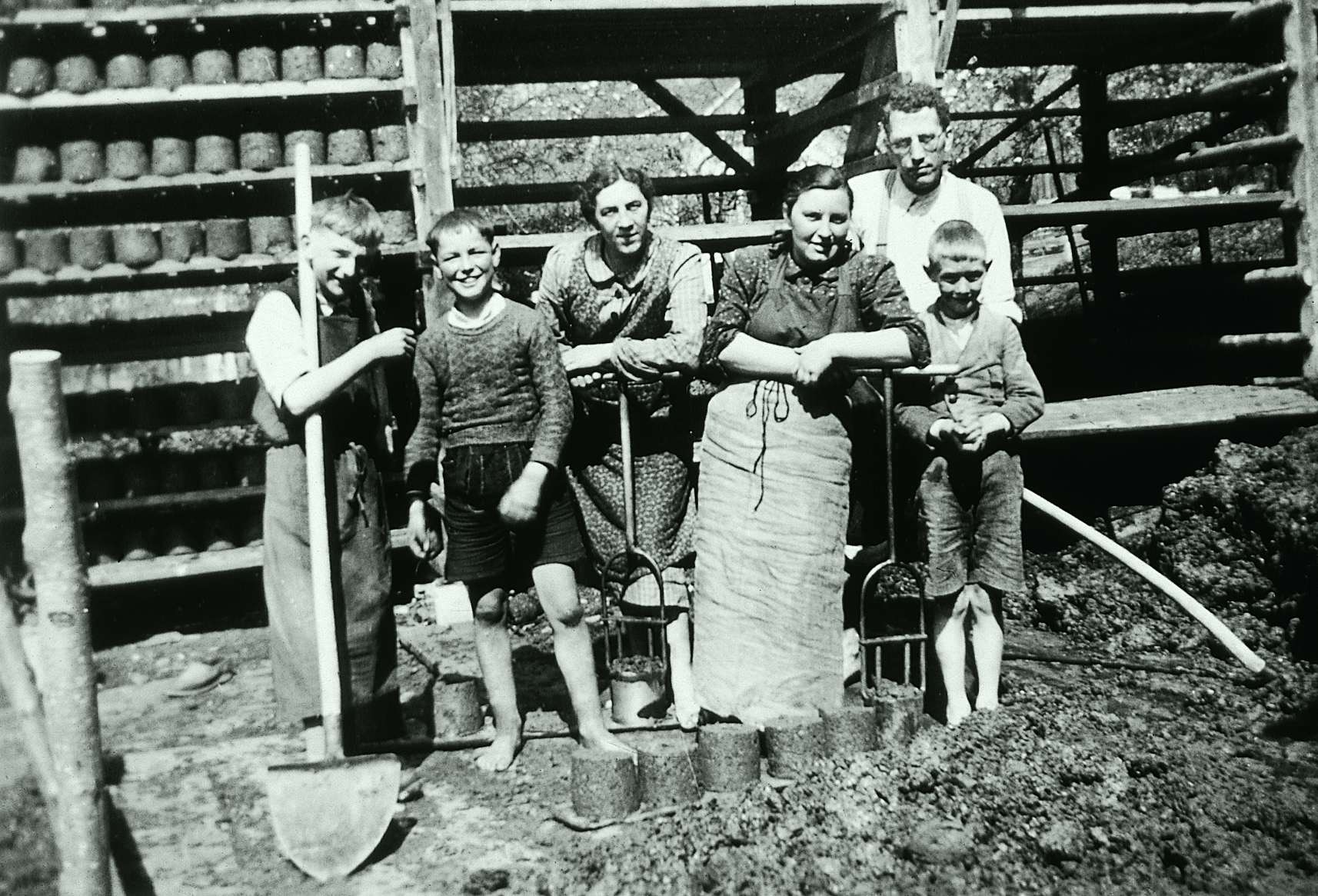
Familie Thurnher vom Gasthaus Traube („Trubowirts“) in Dornbirn (Vorarlberg, Österreich) – beim „Lohrkäsa“ (Herstellung von Lohkäse aus Resten der Mosterei). Das Bild wurde wahrscheinlich um die Zeit des Zweiten Weltkriegs aufgenommen. Im Hintergrund sind die Lohkäse-Gestelle zu sehen sowie die zum Trocknen fertigen Lohkäse. Das Photo wurde von Ida Mark aufgenommen und vom Stadtarchiv Dornbirn zur Verfügung gestellt und freigegeben.

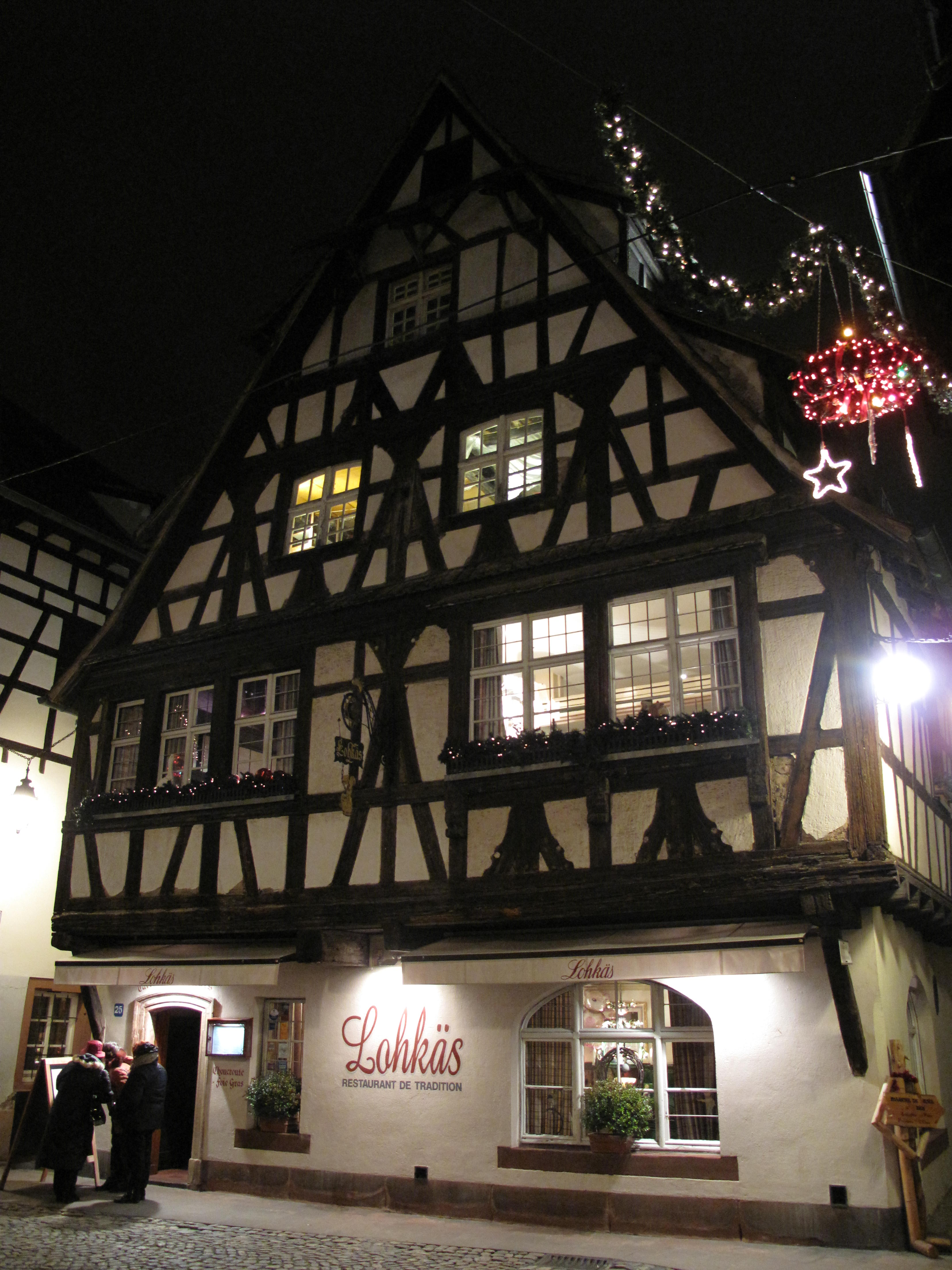
Restaurant Lohkäs in Straßburg

Der Lohkäse (auch: Lohkuchen, Lohballen, Lohsteine) war zu Ballen bzw. Kuchen (oder ähnlich einem Käselaib) geformte und getrocknete Gerberlohe, um sie z. B. zur Feuerung zu gebrauchen. Teilweise standen die Gerberlohe und der Lohkäse als Dünger (Lohdünger) und in der Volksmedizin in Verwendung.
Im mittelhessischen Landkreis Gießen ist der Begriff Lohkuchen auch für eine Speise bekannt, in Straßburg gibt es ein Restaurant Lohkäs (Lohkas).
Als Sprichwort bedeutet Schwätz koin Lohkäs (Schwäbische Mundart), dass jemand keinen Unsinn erzählen soll.

## Lohkäse als Brennmaterial

### Entstehung
Durch den Gerbvorgang wurden in den Gerbereien, die hauptsächlich Rinden oder Holz zur Gerbung verwenden, die Gerbstoffe aus der Lohe ausgelaugt und diese war für die Gerberei nicht weiter verwendbar. Die Lohe bestand in diesem Zustand weitgehend aus flexiblen Pflanzenfasern mit einem Wassergehalt von 60 bis etwa 80 %, wurde auf dem Lohplatz aufgeschüttet und bildete große Haufen. Die noch feuchte Gerberlohe wurde von Arbeitern, Gerber-Lehrlingen oder Hilfskräften (Lohkäse-Trippler) in runde oder eckige Formen (Lohform) gestampft und auf einem Gerüst (Lohkäse-Gerüst) getrocknet (bis zur Erreichung von etwa 35 bis 50 % Wassergehalt), wobei im 19. Jahrhundert auch mechanische Lohkuchen-Pressen gebaut wurden. Bei der Herstellung der Lohkäse durch Feststampfen konnten etwa 1000 bis 1200 Stück pro Tag erzeugt werden. Maschinell konnten etwa 500 bis 600 Stück pro Stunde erzeugt werden. Ein Kubikmeter trockene Gerberlohe aus Pflanzenfasern wiegt lose etwa 125 kg, in gepresster Form ungefähr 250 kg.

### Andere Grundstoffe
Auch andere Pflanzenfasern konnten für die Erzeugung von Lohkäse verwendet werden, z. B. solche aus dem Pressvorgang in Mostereien oder aus dem Weinbau bzw. der Branntweinerzeugung. Die Pflanzenfasern aus Mostereien wurden z. B. mit Sägemehl vermischt, zusammengepresst und getrocknet. Im Weinbau wurde der Trester, feste Rückstände, die nach dem Auspressen des Saftes der Pflanzenbestandteile übrig bleiben, verwendet (auch als Trestern-Käse bezeichnet).

### Verwendung und Abbrand
Lohkäse als Brennmaterial war im Hinblick auf den Aufwand und die Kosten der Herstellung und im Vergleich zu fossile Brennstoffen weitgehend unrentabel, jedoch mussten die Lohe-Halden bei den Gerbereien auf eine Art und Weise abgebaut werden. Lohkäse war dementsprechend ein Brennmaterial für Arme und die gesundheitlichen Beeinträchtigungen durch die Verbrennung desselben bekannt. Mehrfach wurde auch versucht, die großen Öfen der Gerbereien für die Verwendung der Lohkäse umzubauen, durchwegs wegen des hohen Wasseranteils technisch erfolglos bzw. ökonomisch nicht tragbar.
Luftgetrocknete Gerberlohe aus Pflanzenfasern hat durch den Trocknungsvorgang auch einen erheblichen Teil an leicht flüchtigen, brennbaren Stoffen verloren. Der Wassergehalt betrug nach der Lufttrocknung immer noch mehr als 35 %, meist um die 50 %.
Aufgrund des geringen Brennwertes der Lohkäse, der etwas über dem Torf lag, verbrannten diese unter Bildung einer eigenen Form der Flamme. Lohfeuer war, wenn der Wassergehalt niedrig war, ein starkes Feuer, ein flammendes Feuer. Es wird auch unter der Lohe die äußere, mit heißem Rauche vermischte Spitze der Flamme verstanden. (das Wort lodern soll von Lohe abstammen).
Der Lohkuchen bzw. Lohkäse wurde auch vom Fleischer zum Räuchern verwendet und im Weinbau zur Vermeidung von Frostschäden durch Vernebeln/Räuchern (siehe: Frostschäden (Weinbau)).